# Conde Julião
O conde Julião ou Olião foi um conde cristão, governador de Ceuta no século VIII.

Segundo uma lenda, teve uma filha Florinda, cujo desfloramento pelo rei visigodo Rodrigo teria sido a causa da batalha de Guadalete e posterior invasão muçulmana da Península Ibérica.  Esta filha teve o epíteto de cava (mulher má, dissoluta, adúltera) pelos motivos que se podem ver em fr. Bernardo de Brito, João de Barros, fr. António Brandão (Monarchia Lusitana) e outros.
| “ | Os grandes e publicos peccados, acabaram de encher a medida da sua condemnação, com a força feita á Cava, filha do conde Julião | ” |
|   | — Barros, dec. 1ª, pag. 1. |   |

## Lenda do rei Rodrigo e da bela Florinda
A “Lenda do Rei Rodrigo e da bela Florinda” conta que um conde visigodo, chamado Julião, tornou-se governador da cidade de Ceuta, no Norte de África. Apesar de viver rodeado de mouros, não tinha problemas, pois soubera aceitar as leis da terra e entender-se com o emir. Pagava os seus impostos, respeitava os vizinhos e evitava conflitos.
O conde Julião tinha uma única filha, uma bela rapariga a quem dera o nome de Florinda. Ao chegar à idade de casar, resolveu enviá-la à corte do rei Rodrigo para passar uma temporada na cidade de Toledo, conhecer outras maneiras de viver, fazer amizades com jovens cristãos. O rei esperava arranjar-lhe um noivo conveniente, um rapaz novo, bonito, fidalgo e de preferência rico.
O rei Rodrigo, que subiu ao trono após a morte de Vitiza em 710 ou 711, ficou deslumbrado com a beleza de Florinda e, em vez de lhe procurar noivo, abusou dela. A notícia depressa se espalhou e chegou aos ouvidos do conde Julião, que quase rebentou de fúria. Não podendo acreditar que o rei tivesse faltado ao respeito à filha que ele tanto amava e que enviara para o palácio com toda a confiança, dia após dia remoeu ódios, planeando vinganças. As suas ideias tornavam-se cada vez mais agressivas. Queria estrangular o rei, incendiar-lhe as florestas, destruir-lhe o palácio, mas ainda não era suficiente. A sua filha fora vítima do homem que devia protegê-la, de modo que só mesmo arrasando o reino se sentiria vingado.
Tratou então o conde Julião de convencer os mouros a invadir a Península Ibérica, e ele próprio se armou até aos dentes, fazendo questão de acompanhar o chefe mouro Tárique para o ajudar na luta contra os cristãos. Teria assim participado no desembarque, na invasão e na sangrenta batalha de Guadalete, a 19 de Julho do ano 711, em que se decidiu o destino da Península Ibérica para os séculos seguintes. Os mouros obtiveram uma vitória retumbante e em cinco anos apoderaram-se praticamente de toda a Península. Os cristãos refugiaram-se nas Astúrias, chefiados pelo príncipe Pelágio. Quanto ao conde Julião, nada mais se soube a seu respeito. De Rodrigo, há duas versões: a) Os mouros garantem que morreu na batalha de Guadalete; b) os cristãos afirmam que, embora ferido, Rodrigo se refugiou nas serranias da antiga Lusitânia, na região de Viseu, onde os mouros não conseguiram entrar durante muito tempo.